# Le Tiercent
Le Tiercent település Franciaországban, Ille-et-Vilaine megyében. Lakosainak száma 194 fő (2022. január 1.). Le Tiercent Chauvigné, Saint-Christophe-de-Valains, Saint-Hilaire-des-Landes, Saint-Ouen-des-Alleux és Saint-Marc-le-Blanc községekkel határos.

## Népesség
A település népességének változása:
| Lakosok száma | 229  | 218  | 184  | 171  | 169  | 164  | 174  | 182  | 186  | 194  |
|               | 1968 | 1982 | 1990 | 2006 | 2013 | 2015 | 2017 | 2019 | 2020 | 2022 |